# (6470) Aldrin
(6470) Aldrin (1982 RO1) – planetoida z pasa głównego asteroid okrążająca Słońce w ciągu 3,43 lat w średniej odległości 2,27 au Odkryta 14 września 1982 roku.